# Solid Rock
Solid Rock – piosenka skomponowana przez Boba Dylana, nagrana przez niego w lutym 1980 r., wydana na albumie Saved oraz jako singel w czerwcu 1980 r. Można także natrafić na tytuły „Hanging on to a Solid Rock”, „Hanging on to a Solid Rock Made Before the Foundation of the World”.

## Historia i charakter utworu
Utwór ten został nagrany w Muscle Shoals Sound Studio w Sheffield w Alabamie 12 lutego 1980 r. Była to druga sesja nagraniowa tego albumu. Producentem sesji byli Jerry Wexler i Barry Beckett.
Kolejny tekst gospelowy Dylana traktujący o zbliżaniu się „końca czasu” i konieczności posiadania czegoś mocnego, czego można się uchwycić. Tym czymś jest „solidna skała, opoka”, która symbolizuje oczywiście Kościół.
Tekst utworu koherentny i skoncentrowany wraz z szybkim tempem utworu – czynią tę piosenkę jedną z lepszych z całego albumu Saved.
Dylan wykonywał tę piosenkę w czasie tournée gospelowych w latach 1979 i 1980. Jednak nawet gdy przestał być neofitą chrześcijańskim nie zaprzestał włączać tej piosenki do repertuaru koncertowego. Dlatego wykonywał ją również w 1981 r. w dużo wolniejszym tempie. Podczas nasilenia walk między Izraelem i Palestyńczykami w kwietniu 2002 r. Dylan uznał, że piosenka ta niesie dalej aktualne przesłanie i ponownie włączył ją do repertuaru, aby wyrażała beznadzieję całej sytuacji i kryzysu w świecie po 11 września.

## Muzycy
Sesja 2
- Bob Dylan – wokal, gitara
- Fred Tackett – gitara
- Spooner Oldham – organy
- Tim Drummond – gitara basowa
- Jim Keltner – perkusja
- Barry Beckett – fortepian

## Dyskografia
Singel
- „Solid Rock”/„Covenant Woman” czerwiec 1980

Albumy
- Saved (1980)
- Biograph (1985)

## Wykonania piosenki przez innych artystów
- Heart of Gold Band – Heart of Gold Band (1989)
- Sounds of Blackness na albumie różnych wykonawców Gotta Serve Somebody: The Gospel Songs of Bob Dylan (2003)